# Johann Adolf Engels
Johann Adolf Engels (* 20. August 1767 in Kettwig; † 16. Oktober 1828 in Werden) (abweichend: * 20. August 1764; † 14. Juli 1828) war ein deutscher Papierfabrikant.

## Leben
Johann Adolf Engels war der Sohn von Hermann Wilhelm Engels (1734–1776), Tuchhändler und Gründer der Kohlenhandlungsgesellschaft „St. Ludger und Companie“, wodurch die Ruhrschifffahrt eröffnet werden konnte. Seine Mutter war Cäcilia Margaretha (1742–1805), eine Tochter des Kaufmanns Heinrich Speck aus Urdenbach bei Düsseldorf.
Er besuchte in Kettwig die Bürgerschule und bildete sich anschließend autodidaktisch weiter. Er erhielt eine kaufmännische Ausbildung bei der Firma Böninger in Duisburg und gründete später, gemeinsam mit seinen drei Brüdern, ein Schreibhandelsgeschäft das mit einer in Delstern gelegenen Papiermühle verbunden war, die er von 1795 bis 1798 pachtete.
Weiterhin betrieb er seit 1797 die Nümbrechtsmühle in Nümbrecht in der ehemaligen Reichsherrschaft Homburg und pachtete 1799 von der Abtei Werden die in der Nähe des Ortes gelegene Papiermühle Holsterhausen. Er stellte dort außer Schreibpapier zunächst grünes Konzept- oder Druckpapier her, dessen Farbe bereits dem Stoff- oder Lumpenbrei zugesetzt wurde. Dann versuchte er, wasserdichtes und feuerfestes Papier zu erzeugen. Als erster deutscher Papiermacher stellte er vor Rost schützendes Packpapier (ein Vorläufer der Plastikfolie), das früher von England und Holland kam, aus alten Schiffstauen her und erhielt darauf ein großherzoglich bergisches Patent. Die Kontinentalsperre hob den Absatz. 1810 entschloss er sich, sein Werk Holsterhausen ganz auf die Herstellung von rostschützendem Packpapier einzurichten, das überwiegend von den Solinger Stahlfabrikanten abgenommen wurde. Hierfür erhielt er bei der Ausstellung der Gewerbeerzeugnisse in Berlin 1822 die Ehrengedenkmünze verliehen. Weiterhin erfand er auch eine Papiersorte, die sich sehr gut für Kupferstiche eignete; hierzu veröffentlichte er das Werk „Die Reise nach Werden, Duisburg und Essen“, in dem einige Kupferstiche auf seinem Papier abgedruckt waren.
Gemeinsam mit Karl Teschemacher pachtete er 1810 die Papiermühle in Sodingen sowie die Strünkeder Papiermühle.
1817 trat Johann Wülfing von der Scheidlingsmühle bei Düsseldorf als Teilhaber in seine Firma ein, die sich nun günstig weiterentwickelte.
Er wurde Gemeinderat in Werden und 1814 Landsturmkommandant des Bezirks Werden.
Johann Adolf Engels war seit 1791 in Hohenlimburg in erster Ehe mit Katharina Margaretha (1773–1805), einer Tochter von Friedrich Wilhelm Böing (1737–1779) aus Hohenlimburg; dieser war der Bruder von Johann Heinrich Conrad Böing (1740–1815), der Ur-Ur-Großvater von William Edward Boeing, dem Begründer der Boeing-Flugzeugwerke. Gemeinsam hatten sie einen Sohn:
- Carl Ludwig Engels.

In zweiter Ehe war er seit 1806 in Solingen mit Luise, eine Tochter des Uhrmachers Peter Daniel Schmitz aus Solingen, verheiratet. Aus dieser Ehe gingen drei Söhne und eine Tochter hervor:
- Peter Adolf Engels;
- Friedrich Wilhelm Franz Alexander Engels;
- unbekannt;
- unbekannt.

## Werke (Auswahl)
- Johann Adolf Engels; Gerhard Anton Senger: Versuch einer Beurtheilung des vom Herrn Prediger [Gerhard Anton] Senger zu Reck gethanen Vorschlags, Papier aus Conferva oder Wasserwolle zu verfertigen. Essen : Bädeker, 1800.
- Einige Bemerkungen zu den Materialien einer neu zu entwerfenden Papiermacher-Ordnung. 1805.[8]
- Bemerkungen über Kupferstichpapier. 1806.
- Eine nützliche Einrichtung (einer Kasse zur Unterstützung kranker Gesellen). 1806.
- Über den Zustand der Papierfabrikation in den Preußischen Ländern jenseits der Weser und Vorschläge zur Aufnahme derselben 8. Juli 1806. 1806.
- Über die Verfertigung des Kupferstichpapiers, die Verbeßerung der Post- Schreib- Druck- und aller feinen weissen Papiere, der gewalzten Buchbinder-Pappen und des englischen und holländischen Packpapiers 13. Mai 1806. 1806.
- Ueber Papier und einige andere Gegenstände der Technologie und Industrie. Duisburg und Essen bey Bädecker und Kürzel, Universitätsbuchhandlung 1808.
- Die Reise nach Werden, Duisburg und Essen. Baedecker und Kürzel 1813
- Denkwuerdigkeiten der Natur und Kunst, Religion und Geschichte, Schiffahrt und Handlung in den koeniglich-preussischen niederrheinisch-westf. Provinzen Ein Lesebuch für alle Stände. Werden auf Kasten d. Verf. 1817.
- Versuch einer Geschichte der religiösen Schwärmerei im ehemaligen Herzogthum Berg. Schwelm: Scherz 1826.
- Sammlung kleiner Schriften über Gegenstände des bürgerlichen Lebens, der Geschichte, der Religion und der Naturkunde. Mit 6 Steindrucktafeln. Crefeld 1827.